# Polyscias nossibiensis
Polyscias nossibiensis là một loài thực vật có hoa trong Họ Cuồng cuồng. Loài này được (Drake) Harms miêu tả khoa học đầu tiên năm 1899.